# 살타 (음식)
살타(아랍어: سَلتَة)는 예멘의 스튜이다. 마라끄, 사하위끄, 훌바를 넣어 끓여 뜨겁게 내는 국물 음식으로, 주로 점심에 먹는다. 예멘의 국민 음식으로 여겨진다.

## 만들기
고기 스튜인 마라끄에 매운 양념인 사하위끄, 쌀이나 감자, 채소, 달걀 등을 넣어 끓이다가, 훌바를 얹어 끓여 낸다. 뚝배기와 비슷한 그릇에 뜨겁게 나오며, 물라와흐나 라슈시로 불리는 납작빵과 먹는다.

## 사진

살타가 끓는 모습

## 같이 보기
- 파흐사